# Confrérie Notre-Dame
Die Confrérie Notre-Dame (CND) war ein Nachrichten-Netzwerk des französischen Widerstands während der Deutschen Besetzung Frankreichs im Zweiten Weltkrieg.
Der Vorläufer der Organisation wurde im Juni 1940 von Louis de La Bardonnie, einem Winzer aus dem Département Dordogne, gegründet. Im November 1940 stieß Gilbert Renault hinzu, der vor den Deutschen nach Großbritannien geflohen war und im Auftrag Charles de Gaulles nach Frankreich zurückkehrte. Das Netzwerk nannte sich nun Confrérie Notre-Dame (Bruderschaft Unsere Frau), der gewählte Name sollte sie unter den Schutz der Jungfrau Maria stellen.
Die CND arbeitete für den in London ansässigen Nachrichten- und Geheimdienst Bureau Central de Renseignements et d’Action (BCRA) de Gaulles. Gesammelt wurden Informationen über Schiffs- und Truppenbewegungen an der Atlantikküste sowie über von den Deutschen dort angelegte Bauten wie U-Boot-Bunker, Hafenanlagen und die Verteidigungsanlage Atlantikwall. Die gewonnenen Erkenntnisse wurden über Funk oder schriftlich nach London übermittelt. Themen waren zudem die politische und wirtschaftliche Lage, diese Information wurden über den Rundfunk des Freien Frankreich verbreitet.
Das Netzwerk begann seine Tätigkeit im Westen Frankreichs, wo in den Hafenstädten Brest und Bordeaux kompetente Informanten gewonnen werden konnten. Die Nachrichten wurden anfangs von Boten über Madrid nach England gebracht; im März 1941 wurde eine erste Funkstelle bei de La Bardonnie in Saint-Antoine-de-Breuilh eingerichtet. Von April bis Juli jenes Jahres wurde dann von Thouars und Saumur aus gesendet. Im September 1941 weitete die CND ihre Tätigkeit auf das gesamte besetzte Gebiet aus, und Renault richtete eine Funkzentrale in Paris ein.

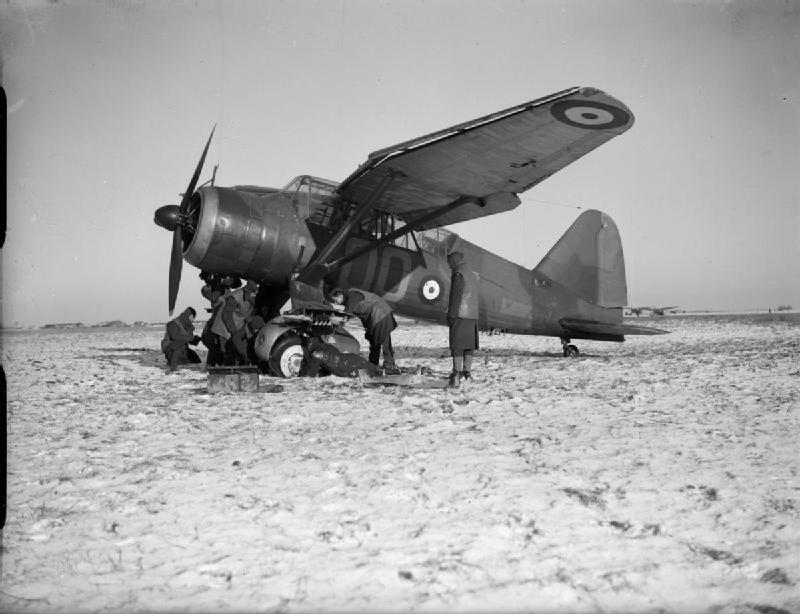
Eine Westland Lysander in Mons-en-Chaussee

Am 16. November 1941 wurde de La Bardonnie verhaftet und interniert. Unter dem Tarnnamen (Colonel) Rémy führte Renault die CND weiter. Wichtige Mitarbeiter waren u. a. Paul Armbruster (alias Alaric), Pierre Beausoleil (alias Pierrot) und dessen Frau Simone, Gaston Pailloux de Puisseguin (alias Alceste), Paul Dungler, der Abt Louis Charles de Dartein und François Faure (alias Paco), der die CND während Rémys Abwesenheit im Februar und März 1942 leitete. Mittlerweile verfügte die CND über Mitarbeiter, die Fallschirmabsprünge und heimliche Flugverbindungen mit kleinen Maschinen des Typs Westland Lysander organisierten. Die hierfür speziell nachgerüsteten Lysander III konnten auf unvorbereiteten Pisten wie Feldern und Straßen je nach Bedarf landen und starten, und das sogar nachts. Christian Pineau, Gründer der Résistance-Organisation Libération Nord, konnte sich mit Hilfe der CND mit de Gaulle in London treffen.
Im Juni 1942 und im Herbst 1943 wurde das Netz durch Verhaftungen und Deportationen dezimiert. Um der Verfolgung durch die Gestapo zu entgehen, floh Rémy und setzte am 17. Juni 1942 auf einem Fischerboot nach Großbritannien über. Mit sich führte er einen Plan des Abschnitts zwischen Cherbourg und Honfleur des Atlantikwalls. Diese Karte diente als Grundlage für die Vorbereitungen der Operation Neptune, der Landung der alliierten Truppen am 6. Juni 1944 (D-Day) in der Normandie.
Zurück in Frankreich gelang es Rémy, die CND zu erhalten und zu erneuern. Nach dem Verrat durch zwei Funker wurden im November 1943 dann aber etwa 100 Mitglieder der Organisation verhaftet und Rémi floh erneut nach England. Doch bereits im Dezember konnte Marcel Verrière (alias Lecomte) das Netz aus – unter dem Namen „Castille“ – noch aktiven Zellen erneut aufbauen und formierte die damit die CND-Castille.
Ungeachtet aller Rückschläge hörte die CND(-Castille) nie auf, Nachrichten nach London zu übermitteln, wobei an Fallschirmen abgeworfene Funkgeräte eine wichtige Rolle spielten. Dank der Informationen durch die CND konnten die Briten die deutschen Schlachtschiffe Bismarck (1941) und Scharnhorst (1943) versenken sowie das Schlachtschiff Gneisenau (1942) schwer beschädigen. Im Februar 1942 ermöglichten ihre Meldungen die Operation Biting, während der die Briten wichtige Teile eines deutschen „Würzburg“-Funkmessgeräts erbeuteten, und im März die Operation Chariot, einen Angriff der Royal Navy und britischer Kommandoeinheiten auf den Hafen von Saint-Nazaire.
In den dreieinhalb Jahren ihres Bestehens schlossen sich 1544 Personen der CND an. 524 von ihnen wurden verhaftet, 37 davon wurden erschossen. 234 der Agenten wurden deportiert, von diesen kamen 151 ums Leben.

## Einige bekannte Mitglieder
- Liste der Mitglieder der Confrérie Notre-Dame